# Ступінь дисоціації
Сту́пінь дисоціа́ції або коефіціє́нт дисоціа́ції — кількісний показник, обчислений як відношення числа формульних одиниць розчиненої речовини, що розпалися на його йони, до їх загального числа дисоціації.
Позначається зазвичай α і є безрозмірною величиною.
Ступінь дисоціації залежить від концентрації. Для слабких електролітів, у яких можна знехтувати взаємодією йонів між собою, справедливий закон розведення Оствальда:
{\displaystyle {\frac {\alpha ^{2}}{1-\alpha }}={\frac {K}{n}}},
де n — концентрація молекул, які дисоціюють; K — певний параметр, який залежить від тиску й температури.
При дуже малій концентрації ({\displaystyle n\rightarrow 0}) ступінь дисоціації {\displaystyle \alpha \rightarrow 1}, тобто усі молекули дисоційовані.
У слабких електролітах ступінь дисоціації менший за 3 %, в електролітах середньої сили він у проміжку 3—30 %, у сильних — понад 30 %.